# Claude de Brosse
Claude de Brosse (ur. 1669 lub 1670, zm. 1750) – saski dyplomata i wojskowy, z pochodzenia Francuz.
W latach (1709) - (1710) był saskim wysłannikiem do Hagi, w latach (1710) - (1712) do Kopenhagi, a w latach (1712) - (1750) polsko-saskim posłem w Hadze.  Był jednym z nielicznych nie-Niemców pracujących w dyplomacji saskiej, którzy wile lat spędzili na placówkach dyplomatycznych, inni bowiem Włosi czy Francuzi w niej zatrudnienie wyjeżdżali rzadziej i na krócej, co świadczy zapewne o zaufaniu władz saskich do de Brosse'a.